# Antonio Carini
Antonio Carini (San Nazzaro d'Ongina, 7 settembre 1902 – Meldola, 13 marzo 1944) è stato un partigiano e antifascista italiano, noto col nome di battaglia di Orso e/o Orsi.
Comunista, Garibaldino in Spagna, confinato politico, membro del Comando Generale delle Brigate Garibaldi, torturato e ucciso dai fascisti, Medaglia d'argento al valor militare alla memoria.

## Biografia
Antonio Carini nasce a San Nazzaro d'Ongina, una frazione del piccolo paese di Monticelli d'Ongina, in provincia di Piacenza. Di professione barcaiolo sul Po, sin da giovane aderisce al neonato Partito comunista. Dopo il servizio militare, per evitare la persecuzione da parte del regime fascista, nel 1924 emigra in Argentina, ove partecipa a diverse manifestazioni e scioperi, ponendosi in evidenza tanto da essere inserito nella lista delle persone da sorvegliare della polizia argentina, quale sovversivo e comunista.
Nel novembre 1936 si imbarca per l'Europa per partecipare come volontario nella guerra di Spagna. Approdato ad Anversa, transita per Parigi e poi, attraverso un valico nei pressi di Andorra, entra come clandestino in Spagna, arruolandosi nelle Brigate Internazionali ed entrando a far parte del Battaglione Garibaldi – costituito da italiani – con il grado di sergente. In tale ruolo prende parte ai combattimenti di Madrid, Huesca, Farlete, dell'Ebro e, tra il giugno 1937 e l'agosto 1938, viene ferito tre volte in combattimento. All'interno della Brigata Garibaldi assume incarichi di sempre maggiore rilievo, sino a diventare Commissario politico addetto all'intendenza dell'intera Brigata, in occasione della difesa di Barcellona nel gennaio del 1939. Nel frattempo, la sua presenza in Spagna è segnalata da fonti giornalistiche francesi, che il regime fascista utilizza per individuarlo e iscriverlo nella Rubrica di Frontiera.
Con lo scioglimento delle Brigate Internazionali, nel mese di febbraio del 1939 si trasferisce in Francia, dove viene internato – in successione – nei campi di St. Cyprien, Gurs e Vernet, fino al 9 aprile 1941 allorché viene tradotto in Italia su sua richiesta. Interrogato, viene successivamente condannato al confino politico da scontare a Ventotene per 5 anni. Viene liberato nell'agosto del 1943 a seguito della caduta del regime fascista. Nell'agosto del 1943 Carini è già a Piacenza, per riorganizzarvi il Partito comunista.
A seguito dell'armistizio entra nella Resistenza con incarichi di alta rilevanza politica, diventando con Luigi Longo, Pietro Secchia, Gian Carlo Pajetta e Giorgio Amendola uno dei cinque membri del Comando generale delle Brigate Garibaldi.
Assunto il nome di Orso (da alcune fonti anche coeve erroneamente riportato come Orsi), viene designato, dallo stesso Comando garibaldino, ad occuparsi dell'organizzazione delle formazioni partigiane (con il ruolo di ispettore generale) ed inviato nell'ottobre del 1943 in Romagna con lo scopo di coordinare l'organizzazione della Resistenza, nelle province di Ferrara, Ravenna e Forlì. Alla fine di ottobre, su sua proposta, nasce il Comitato militare romagnolo, indipendente dalla altre forze politiche[1] e che risulterà composto da: Antonio Carini (Orso), Ilario Tabarri (Pietro Mauri), Luigi Fuschini (Savio) e Oddino Montanari (Lino) come commissario politico. Tabarri è nominato responsabile del Comitato con il compito di organizzare la lotta armata in tutta la Romagna, mentre Antonio Carini restò in Romagna come funzionario al di sopra del Comitato militare.  

Il 1º dicembre 1943 il Comitato militare romagnolo, dopo un incontro con Ilio Barontini (Dario), funzionario inviato a Bologna dal Comando generale delle Brigate Garibaldi, con l'incarico di coordinare la resistenza in tutta la regione Emilia-Romagna, da organo militare del Partito comunista, sarà trasformato in Comando militare romagnolo, agli ordini del C.L.N., con Orso (Antonio Carini) come comandante, Pietro (Ilario Tabarri) come responsabile delle formazioni di pianura (Gap e Sap) e Lino (Angelo Guerra) come commissario politico. Da quel momento, Orso è l'effettivo comandante di tutte le forze partigiane presenti in Romagna.
Nell'ambito del suo incarico politico, nei primi due mesi del 1944 egli si reca in due occasioni in ispezione presso la neonata Brigata Garibaldi operante nell'Appennino, comandata di Riccardo Fedel (Libero). Durante il viaggio di ritorno da quest'ultima missione, il 9 marzo 1944, viene catturato da militi della Repubblica Sociale Italiana nei pressi di Teodorano di Meldola, e di lì tradotto a Rocca delle Caminate ove viene sottoposto, per quattro giorni, ad atroci torture per carpire preziose informazioni. Inferociti dal suo silenzio e dal suo contegno, i fascisti dopo efferate sevizie lo legano, ancora vivo, ad un'auto e lo trascinano sino al Ponte dei Veneziani di Meldola, dove viene finito a pugnalate e sfigurato a colpi di pietra per poi essere gettato nel fiume Bidente.
Sulla sua figura è stato realizzato nel 2010 il filmato Antonio Carini. la grandezza di un uomo, con la regia di Franco Sprega e Ivano Tagliaferri (autori anche del filmato Los Italianos. Antifascisti nella guerra civile spagnola).
[1] Comitato militare romagnolo.
Dopo l'arrivo in Romagna di Antonio Carini (Orsi) il 22 ottobre 1943, su sua proposta, sì costituì un Comitato militare con la partecipazione sua, di Ilario Tabarri (Mauri), Luigi Fuschini (Savio) e Oddino Montanari (Lino), come commissario politico. Arrigo Boldrini (Bulow), si aggiungerà in seguito.